# Lotte Ulbricht
Lotte Ulbricht, nata Charlotte Kühn (Rixdorf, 19 aprile 1903 – Berlino, 27 marzo 2002), è stata la moglie dell'ex capo di Stato della RDT Walter Ulbricht.

## Biografia
I genitori di Lotte Ulbricht erano lavoratori non qualificati. Aveva un fratello maggiore, Bruno, che, nel 1943, venne arrestato dalla Gestapo di Amsterdam, perché lavorava come operatore radio per il Commissariato del popolo per gli affari interni sovietico e venne giustiziato, probabilmente a Bruxelles, nel 1944. Dopo aver completato la scuola primaria e secondaria, lavorò come impiegata e dattilografa. Nel 1919, si unì al movimento della Gioventù Socialista Libera, e nel 1921 al Partito Comunista (KPD). Lavorò per il Comitato centrale del partito e tra il 1922 e il 1923 fu dattilografa per i Giovani comunisti internazionali (KJI) a Mosca. Divenne membro del comitato centrale del KPD. Tra il 1926 e il 1927, fu archivista presso la KJI e poi fino al 1931 segretaria e dattilografa presso una filiale dell'URSS a Berlino. Nel 1931 emigrò con il suo primo marito, Erich Wendt, a Mosca. È diventata istruttrice per il Comintern e ha studiato a distanza presso l'Accademia del marxismo-leninismo e in corsi serali all'Università di Mosca. Dopo l'arresto di suo marito nel 1936 durante le epurazioni staliniste, divorziò e fu lei stessa oggetto di un'indagine. Fu oggetto di un rimprovero ufficiale del Partito fino al 1938. Ha lavorato come traduttrice dal 1939 al 1941, e successivamente per il Comintern di nuovo fino al 1945.
Fino al 1947, era membro del Comitato Centrale del Partito Comunista e lavorava come dipendente personale del politico Walter Ulbricht, che aveva conosciuto a Mosca. Dopo il suo matrimonio nel 1953 con quest'ultimo, lasciò il suo lavoro e iniziò a studiare presso l'Istituto di Scienze Sociali, laureandosi persino nel 1959. Tra il 1959 e il 1973, fu impiegata presso l'Istituto del marxismo-leninismo, dove tra le altre cose, è responsabile della redazione dei discorsi e delle pubblicazioni di Walter Ulbricht. Inoltre, è membro della Commissione delle donne del Segretariato del Comitato Centrale e dell'Ufficio Politico del Comitato Centrale del SED. Si ritirò nel luglio 1973, poche settimane prima della morte di suo marito. Lei e suo marito avevano adottato una ragazza russa (che visse dal 1944 al 1991).
In una delle rare interviste rilasciate dopo la riunificazione tedesca nel 1990 dichiara: "Honecker ha sprecato l'eredità di mio marito". Il 27 marzo 2002, è morta a causa di una caduta nell'appartamento dove viveva da 12 anni, il Majakowskiring, nel quartiere berlinese di Pankow.